# Tofsmyrkardinal
Tofsmyrkardinal (Driophlox cristata) är en fågel i familjen kardinaler inom ordningen tättingar.

## Utseende
Tofsmyrkardinal är en omisskännlig mattröd kardinal med gråare flanker och lysande röd huvudtofs. Könen liknar varandra, men hanen har längre tofs på huvudet.

## Utbredning och systematik
Fågeln förekommer i västra Anderna i Colombia (Antioquia till Cauca). Den behandlas som monotypisk, det vill säga att den inte delas in i några underarter.

### Släktestillhörighet
Arten placerades tidigare i Habia. Denna tillhör dock en grupp med fyra arter som inte är nära släkt med typarten för släktet, Habia rubica. Släktet Driophlox har beskrivits för denna klad.

### Familjetillhörighet
Myrkardinaler placerades tidigare i familjen tangaror (Thraupidae). DNA-studier har dock visat att de egentligen är tunnäbbade kardinaler.

## Levnadssätt
Tofsmyrkardinalen hittas i skogar i förberg. Den hittas i par eller smågrupper som rör sig i undervegeationen, ofta i täta snår eller bland klängväxter. Fågeln slår ibland följe med kringvandrande artblandade flockar.

## Status
Trots det begränsade utbredningsområdet och att den tros minska i antal anses beståndet vara livskraftigt av internationella naturvårdsunionen IUCN. 